# Волно
Волно је насељено место у општини Петрич у области Благоевград, Бугарска. Према попису из 2021. године било је 3 становника.
Према секретару Бугарске егзархије Димитру Мишеву, у Волну је 1905. године живело 384 Словена хришћана. Село се раније звало Робово. Волно је некадашња махала села Игуменец.